# Sławomir Krzak
Sławomir Krzak (ur. 4 listopada 1977 w Krynicy-Zdroju) – polski hokeista, reprezentant Polski. 

## Kariera
- KTH Krynica (1997–1998)
- Central Texas Stampede (1998)
- KTH Krynica (1998–1999)
- Flint Generals (1999–2001)
- KTH Krynica (2001–2002)
- ERC Haßfurt (2002)
- Podhale Nowy Targ (2002–2003)
- GKS Tychy (2003–2006)
- KTH Krynica (2006)
- Reims CH (2006–2007)
- Nice HCA (2007)
- Reims CH (2007)
- GKS Tychy (2007–2011)
- KTH Krynica (2011)
- Ciarko PBS Bank KH Sanok (2011–2012)
- Bulldogs Liège (2013–2016)
- Laco Eaters Limburg (2016-2018)

Wychowanek KTH Krynica oraz zawodnik tego klubu w latach 1997-99, 2001-02, 2006 i 2011. Od września 2011 do października 2012 roku gracz Ciarko PBS Bank KH Sanok. W lipcu 2013 podjął treningi z drużyną 1928 KTH, a we wrześniu został zawodnikiem belgijskiego klubu Bulldogs z Liège. W barwach tej drużyny przez dwa sezony grał w lidze belgijskiej, a w trzecim w rozgrywkach belgijsko-holenderskich BeNeLiga. W 2016 został zawodnikiem holenderskiej drużyny Laco Eaters Limburg w tej samej lidze. Po sezonie 2017/2018 poinformował o zakończeniu kariery zawodniczej.
W składzie reprezentacji Polski do lat 18 uczestniczył w turnieju mistrzostw Europy juniorów do lat 18 edycji 1995 (Grupa B). W barwach seniorskiej reprezentacji Polski uczestniczył w turniejach mistrzostw świata w 1998 (Grupa B) i 2004 (Dywizja I).
W trakcie kariery określany pseudonimami Krzaku, Krzakles.

## Sukcesy i osiągnięcia
Klubowe
- Złoty medal mistrzostw Polski: 2005 z GKS Tych, 2012 z Ciarko PBS Bank KH Sanok
- Srebrny medal mistrzostw Polski: 1999 z KTH Krynica, 2006, 2008, 2009, 2011 z GKS Tychy
- Brązowy medal mistrzostw Polski: 2004, 2010 z GKS Tychy
- Puchar Polski: 2007, 2008, 2009 z GKS Tychy, 2011 z Ciarko PBS Bank KH Sanok
- Złoty medal mistrzostw Belgii: 2014 z Bulldogs Liège

Wyróżnienia
- Najlepszy zawodnik Bulldogs Liège w głosowaniu kibiców w sezonie 2014/2015[10]